# Беляева, Маргарита Ильинична
Маргари́та Ильи́нична Беля́ева (1912—2004) —советский и российский учёный-биолог, педагог, специалист в области микробиологии, доктор биологических наук (1952), профессор (1954). Заслуженный деятель науки ТАССР (1963). Заслуженный деятель науки РСФСР (1973).

## Биография
Родилась 30 декабря 1912 года в Чистополе.
С 1930 по 1934 год обучалась на биологического факультета Казанского университета и обучалась в аспирантуре по кафедре физиологии растений и микробиологии.
С 1934 года на педагогической работе в Казанском университете: ассистент, с 1940 года — заведующая лаборатории микробиологии кафедры физиологии растений и микробиологии и доцент кафедры физиологии растений и микробиологии. С 1946 по 1951 год обучалась на заочной докторантуре Института микробиологии АН СССР под руководством своего научного руководителя С. И. Кузнецова. В 1959 году читала курс лекций в Софийском университете. С 1948 по 1950 год — заместитель декана и с 1962 по 1963 год — декан биолого-почвенного факультета Казанского университета. С 1963 года при Казанском университете М. И. Беляева была организатором и научным руководителем проблемной научной лаборатории по синтезу противоопухолевых препаратов микробного происхождения. Одновременно с Казанским университетом с 1963 года преподавала курс лекций в области микробиологии в Казанском химико-технологическом институте, где являлась одним из организаторов кафедры промышленной биотехнологии. С 1969 по 1976 год организатор и первая заведующая кафедрой микробиологии.
С 1976 по 1989 год занималась научно-исследовательской деятельностью в Казанском институте биологии КФ АН СССР в должности — научного руководителя отдела биотехнологии и заведующей лаборатории физиологии микроорганизмов.
В 1941 году М. И. Беляева была утверждена в учёной степени кандидат биологических наук по теме: «Новые методы стерилизации ампульного кетгута и сырья, идущего на его изготовление», в 1952 году — доктор биологических наук по теме: «Физиология и экология водородных бактерий». В 1954 году приказом ВАК ей было присвоено учёное звание — профессор. В 1994 году М. И. Беляевой было присвоено звание — заслуженный соросовский профессор.

## Научно-педагогическая деятельность
Основная научно-педагогическая деятельность М. И. Беляевой связана с вопросами в области молекулярной биологии, в том числе микробные нуклеодеполимеразы. В период Великой Отечественной войны при непосредственном участии М. И. Беляевой было организовано заводское производство кормовых дрожжей на гидролизате древесины. С 1947 по 1953 год была руководителем прикладных работ по восстановлению специализированного производства на предприятиях Казани, по совершенствованию технологии получения желатина и гидроксаля, так же была организатором цеха по выпуску бактериального удобрения нитрагина на основе азотфиксирующих бактерий. М. И. Беляевой впервые в мире была показана in vitro противоопухолевой активности бактериальных нуклеодеполимераз. С 1981 по 1985 годы М. И. Беляева была председателем Государственной аттестационной комиссии биолого-почвенного факультета КГУ. С 1958 года была организатором и первым председателем Казанского отделения и почётным членом Всесоюзного микробиологического общества.
М. И. Беляева является автором многочисленных научных работ, в том числе монографий, под её руководством и при непосредственном участии было защищено более четырёх докторов и тридцать кандидатов биологических наук. В 1963 году М. И. Беляева за свою научно-педагогическую деятельность была удостоена почётного звания — Заслуженный деятель науки ТАССР, а в 1973 году — Заслуженный деятель науки РСФСР. В 1987 году «за разработку препаратов микробных нуклеаз и родственных ферментов для генетической инженерии, биотехнологии и медицины» была удостоена Премии Совета Министров СССР.

## Награды
- Орден Знак Почёта (1951)
- Заслуженный деятель науки РСФСР (1973)
- Премия Совета Министров СССР (1987 — «за разработку препаратов микробных нуклеаз и родственных ферментов для генетической инженерии, биотехнологии и медицины»)